# Estación de autobuses de San Sebastián
La actual estación de autobuses de San Sebastián, o estación de Atocha, fue inaugurada oficialmente el 5 de febrero de 2016, año en el que San Sebastián celebró su Capitalidad Europea de la Cultura.

## Características
Ubicada junto al río Urumea y la estación del Norte de Renfe, la estación de autobuses es un edificio de 24.920 metros cuadrados y 102.000 metros cúbicos, repartidos en tres pisos y una entreplanta:
1. El piso principal acoge a la estación de autobuses, que cuenta con 21 dársenas. Además, también hay una tienda de chuches, unas taquillas automáticas, mostradores de venta de billetes y de alquiler de vehículos, además de un bar-restaurante.
2. En la entreplanta se ubican los accesos a la estación, las oficinas, un aparcamiento para bicicletas (de pago), un supermercado, una administración de lotería, un quiosco y 2 locales "take away" y una oficina de turismo.
3. Por último, cuenta con un aparcamiento subterráneo de dos plantas, con un total de 400 plazas, 13 de las cuales se destinan a personas con movilidad reducida.

## Compañías
Las siguientes empresas operan en la estación de autobuses:
| Empresa              | Servicios |
| -------------------- | --- |
| ALSA                 | Rutas (Salidas): Irún-Avilés-Vigo Irún-Llanes Irún-Avilés San Sebastián- Avilés Rutas (LLegadas): Vigo -Avilés-Irún Llanes-Irún Avilés-Irún Avilés- San Sebastián Avilés- San Sebastián (Clase Supra) |
| BlaBlaCar            | |
| Le Basque Bondissant | Bayona, Biarritz (aeropuerto), Blois, Burdeos, Capbreton, Castets, Dax, Hendaya, Massy Orleans, Paris, Pau, Poitiers, San Juan de Luz, Tarbes, Toulouse, Tours, |
| La Baztanesa         | Almandoz, Bera de Bidasoa, Elizondo, Irun, Legasa, Lesaka, Narbarte, Oronoz-Mugaire, Pamplona, Santesteban-Doneztebe, Sunbilla,Ventas de Etxalar, Ventas de Yanci |
| Bilman Bus           | Alicante, Benidorm, Campoamor, Cartagena, Guardamar, La Manga del Mar Menor, Los Alcazares, Murcia, San Pedro del Pinatar, Santapola, Santiago de la Ribera, Teruel, Torrevieja, Valencia |
| La Burundesa         | Bera, Hospital del Bidasoa, Irun, Iruña-Pamplona, Lesaka, Oronoz Mugaire, Santesteban-Doneztebe |
| La Estellesa         | Allo, Andosilla, Calahorra, Carcar, Estella, Lodos, Logroño, Puente la Reina, San Adrián, Sesma |
| Euskotren            | Amorebieta, Berriatua, Deva, Durango, Éibar, Elgoibar, Ermua, Itziar, Lequeitio, Motrico, Ondárroa, Zarauz |
| Flixbus              | Bayona, Biárriz, Carcasona, Grenoble, Lyon, Pau, Tarbes, Toulouse, Valence |
| La Guipuzcoana       | Azkoitia-Altzibar, Azkoitia-Munibe, Azpeitia, Loiola, Zestoa |
| IberoCoach           | Braga, Chaves, Clermont-Ferrand, Coimbra, Ginebra, Guimaraës, Ilhavo Lausane, Lisboa, Luxemburgo, Lyon, Mareslla, Nimes, Niza, Oporto, Paris, Penafiel, Pombal, Rennes, Toulouse, Viseu |
| Oui Bus              | Bayona, Biarritz, Bordeaux, Dax, Hendaye, Limoges, Marsella, Mountalban, Montpellier, Paris, Pau, Saint-Jean-de-Luz, Tarbes, Toulouse |
| PESA                 | Abadiño, Alegría de Oria, Andoáin, Anglet, Anzuola, Aretxabaleta, Mondragón, Atxondo, Bayona, Beasáin, Bergara, Biárriz, Biárriz (aeropuerto), Bilbao, Bilbao (aeropuerto), Billabona, Durango, Elgeta, Elgoibar, Elorrio, Escoriaza, Ezkio-Itsaso, Ibargarai, Ikaztegieta, Itsasondo, Lasarte, Legorreta, Ordizia, Ormáiztegui, Osintxu, San Prudencio, Soraluze, Tolosa, Vitoria, Zarauz, Zurmárraga, Villarreal de Urrechua |
| Socibus              | Algeciras, Almuradel, Andújar, Ayamonte, Cádiz, Cartaya, Córdoba, Estepona, Fuengirola, Huelva, Isla Cristina, Islantilla, Jérez de la Frontera, La Antilla, Lepe, Málaga, Manzanares, Marbella, Puerto de Santa María, San Fernando, Sevilla, Tarifa, Torremolinos |
| Vibasa               | A Gudiña, Allariz, Barcelona, Benavente, Camarzana de Tera, Carballiño, Lleida, Medina de Rioseco, Mombuey, Ourense, Pontevedra, Puebla de Sanabria, Slou, Tarragona, Verín, Vigo, Viladerei, Villalpando, Xinzo de Limia |